# Star Wars: Clone Wars (serie de televisión de 2003)
Star Wars: Clone Wars (conocida como Star Wars: Las Guerras Clon en España y Star Wars: Las Guerras Clónicas en Hispanoamérica) es una miniserie animada de televisión estadounidense desarrollada por Genndy Tartakovsky y producida por Lucasfilm y Cartoon Network Studios para Cartoon Network. Ambientada en el universo de Star Wars, específicamente entre las películas El ataque de los clones y La venganza de los Sith, la miniserie es uno de los primeros trabajos que exploran el conflicto conocido como las Guerras Clon, que enfrenta a la República Galáctica con la Confederación de Sistemas Independientes. 
La miniserie contó con tres temporadas y alcanzó 25 episodios, los cuales fueron emitidos desde el 7 de noviembre de 2003 hasta el 25 de marzo de 2005. Fue la primera serie de televisión de Star Wars desde Ewoks (1985–1986). Las dos primeras temporadas de Clone Wars, recopiladas como Volumen uno, se produjeron en 20 episodios que cuentan con entre dos y tres minutos de duración, mientras que la tercera temporada consistió de cinco episodios de 12 minutos que comprenden el Volumen dos. Los dos volúmenes fueron lanzados en DVD por 20th Century Fox Home Entertainment. Desde su lanzamiento, la serie ha sido aclamada por la crítica y ha ganado múltiples premios, incluido el Premio Primetime Emmy al mejor programa animado para ambos volúmenes. La serie está disponible en el servicio de streaming Disney+, renombrada como Vintage Star Wars: The Clone Wars 2D - microseries (nombrada Star Wars Vintage: Las Guerras Clon 2D - Microseries en España y Star Wars Vintage: Las Guerras Clónicas 2D - Microseries en Hispanoamérica).

## Argumento
La serie comienza poco después de El Ataque de los Clones, cuando la fallida República Galáctica y los Jedi están bajo el asedio de la Confederación Separatista de Sistemas Independientes y los Sith. A medida que avanza la guerra, más y más planetas escapan del control de la República. 

### Volumen 1 (Temporadas 1-2)
La historia principal del Volumen Uno presenta al Caballero Jedi Obi-Wan Kenobi liderando un asalto al planeta Muunilinst, hogar del Clan Bancario Intergaláctico, benefactores de los separatistas que desean separarse de la República. El Clan Bancario ha contratado al cazarrecompensas Durge para comandar sus ejércitos de droides en el campo de batalla. El aprendiz de Obi-Wan, Anakin Skywalker, es designado personalmente por el Canciller Supremo Palpatine para dirigir las fuerzas espaciales. Mientras tanto, el líder Separatista, el Conde Dooku, toma a Asajj Ventress, sensible a la Fuerza, como su aprendiz Sith y la envía a asesinar a Anakin. En Yavin IV, Anakin logra derrotar a Ventress en un duelo de espadas láser aprovechando su ira.
En torno a esta historia hay varias batallas que se centran en otros Jedi y sus hazañas durante la guerra: el maestro Mace Windu se enfrenta desarmado a un ejército de droides en Dantooine, el maestro Yoda viaja al mundo de hielo Ilum para salvar a dos Jedi en peligro, el anfibio Kit Fisto lidera una flota acuática de soldados clon en el mundo acuático Mon Calamari, y un grupo de Jedi se encuentran con el temido cazador de Jedi, el General Grievous, en Hypori.

### Volumen 2 (Temporada 3)
En el Volumen Dos, Obi-Wan envía a su equipo de soldados ARC a Hypori para rescatar al grupo Jedi de Grievous. La República está desesperada y, después de mucha consideración, el Consejo Jedi decide ascender a Anakin al rango de Caballero Jedi. Luego, la serie avanza hasta casi el final de la guerra, cuando Anakin se ha convertido en un Jedi más poderoso. Ayuda a Obi-Wan a capturar una fortaleza, salva a Saesee Tiin en una batalla espacial y rescata a Jedi de los droides cangrejo. 
Anakin y Obi-Wan son asignados a buscar a Grievous en el planeta Nelvaan, pero terminan liberando a un grupo de nelvaanianos que habían sido esclavizados y mutados por la Tecno Unión Separatista. Mientras rescata a los guerreros de Nelvaan, Anakin ve una visión críptica de su eventual transformación en Darth Vader. Mientras tanto, Grievous lidera un asalto a Coruscant y, a pesar de los mejores esfuerzos de Yoda, Mace Windu, Shaak Ti y otros, secuestra a Palpatine. Tras recibir las noticias, Anakin y Obi-Wan se disponen a rescatar al Canciller sobre Coruscant, lo que conduce directamente al comienzo de La Venganza de los Sith.

### Continuidad
Se buscó mantener la continuidad con la saga en general, sobre todo uniendo al Episodio II con el Episodio III. Anakin aparece con su nuevo sable láser (como aparece en el Episodio III) después de que el primero fuera destruido en la película anterior. En el "Capítulo 21", C-3PO hace su primera aparición bañado en oro y Anakin es nombrado caballero; envía su trenza de Padawan a Padmé, quien la guarda con el collar que le dio en La amenaza fantasma. En el "Capítulo 22", Anakin aparece con la cicatriz facial que tiene en La venganza de los Sith, y se da a entender que Anakin y Padmé pueden haber concebido a los gemelos Skywalker en Naboo.
La serie destaca por presentar al villano de Revenge of the Sith, el General Grievous (en el "Capítulo 20"), aunque algunos de sus rasgos de personalidad aún no se han finalizado. Según Tartakovsky, George Lucas inicialmente le presentó a Grievous a él y a su equipo como "este asesino de Jedi despiadado y totalmente capaz", pero luego lo convirtió en "uno de esos viejos villanos en serie B que hace algo malo... gira su bigote y luego sale corriendo". Al personaje se le dio tos en Revenge of the Sith, con la intención de enfatizar su naturaleza orgánica, así como los defectos de tener prótesis cyborg. Su aparición en Clone Wars careció de tos hasta el episodio final, en el que Mace Windu aplasta con la fuerza la coraza que alberga los órganos internos de Grievous; esto tenía la intención de crear continuidad con la película y se mencionó en su novelización. Por el contrario, la serie CGI The Clone Wars muestra a Grievous como si ya estuviera en este estado debilitado.
El Volumen dos comparte aspectos de su historia con la novela Labyrinth of Evil, que se creó al mismo tiempo. Tanto la serie como el libro culminan con los Jedi persiguiendo a Grievous en Coruscant para salvar a Palpatine. El libro presenta un duelo final diferente entre Windu y Grievous, pero en ambos títulos, Shaak Ti actúa como la guardiana principal de Palpatine. En la serie, Anakin y Obi-Wan investigan una posible base para Grievous en Nelvaan antes de ser llamados de regreso a Coruscant. La novela muestra al dúo Jedi persiguiendo al Conde Dooku en Tythe; mientras huye a Coruscant, Dooku se detiene en Nelvaan para dejar un rastro falso. Aunque la última temporada de The Clone Wars hace referencia a que Shaak Ti fue enviada para proteger a Palpatine, presenta a Anakin y Obi-Wan en un lugar diferente justo antes de La venganza de los Sith.
Clone Wars sirvió como piloto para la serie de CGI de media hora The Clone Wars. El diseñador de personajes de la última serie intentó traducir aspectos de los diseños de personajes de la serie 2D a 3D. Originalmente se informó que la serie de 2008 no reemplazaría la continuidad de la serie de 2003, pero después de la adquisición de Lucasfilm por parte de Disney, en 2014, se anunció que The Clone Wars se consideraría oficialmente canon, mientras que la mayoría de los otros trabajos derivados no lo harían.

## Episodios

### Temporada 1 (2003)
- Capítulo 1: Se hace un recuento de los últimos acontecimientos de la guerra. Luego, Palpatine asigna a Obi-Wan a su nueva misión en el planeta Muunilinst, para dar un golpe contra el Clan Bancario. Finalmente, después de una discusión sobre Anakin, este termina siendo asignado a las batallas en la atmósfera espacial del planeta Muunilinst.

- Capítulo 2: Obi-Wan tiene una discusión con Anakin sobre las habilidades e incapacidades de este, mostrando un signo de desconfianza. Luego, el grupo de Obi-Wan se divide en dos: la armada espacial liderada por Anakin y el grupo del golpe al Plan Bancario de Muunilinst liderado por Obi-Wan, pero estos son vigilados. Mientras la batalla en el espacio comienza.

- Capítulo 3: El grupo del General Kenobi comienza el golpe explorando la capital del planeta.

- Capítulo 4: El grupo del General Kenobi va ganando la batalla. Ante esta situación, San Hill manda a Durge, un guerrero cazador, y sus motociclistas a acabar con el grupo de Obi-Wan.

- Capítulo 5: Mientras tanto, en Mon Calamari, el maestro Jedi Kit Fisto es mandado a una misión acuática para defender el planeta.

- Capítulo 6: El conde Dooku llega al planeta Rattatak para presenciar una batalla masiva entre gladiadores. Ahí conoce a Assajj Ventress, quien, al vencer a todos, reclama el poder de ser una Sith.

- Capítulo 7: Assajj intenta atacar a Dooku por no creer este que ella sea una Sith. Por ello, Dooku desarma a Assajj y la lleva a su base. Luego de ponerla a prueba, es asignada a una misión: encontrar y eliminar al joven Anakin Skywalker.

- Capítulo 8: De nuevo en Muunilinst, Obi-Wan y su grupo conocen y se confrontan contra Durge y sus motociclistas. Tras una difícil batalla, el grupo del general Kenobi se dirige a los cuarteles centrales para acabar con la misión, pero Durge no dejará vencerse tan fácilmente.

- Capítulo 9: Obi-Wan y su grupo llegan a los cuarteles centrales y toman el poder fácilmente en ellos. Cuando todo parece controlado, Durge vuelve a aparecer, esta vez de una forma más poderosa y temible.

- Capítulo 10: Una vez terminada la misión en tierra, se ve la batalla en el espacio, donde los Jedi ganan gracias a la táctica maestra de Anakin. Cuando todo parece terminado, una misteriosa nave controlada de una forma en la que un droide no podría hacerlo, ataca a Skywalker.

### Temporada 2 (2004)
- Capítulo 11: Anakin y la nave misteriosa tienen una rigurosa batalla. Luego, el joven Jedi persigue a la nave dentro del planeta, en la capital de este. Mientras hace esto, Obi-Wan se da cuenta y le ordena dejar de perseguir la nave. Este no le hace caso y sigue a la nave hasta lo más profundo y oscuro de la galaxia, mientras el general Kenobi manda a su grupo a rastrearlos.

- Capítulo 12: En el planeta Dantooine, vemos al maestro Mace Windu y a los clones enfrentarse a los droides separatistas. El maestro Jedi y los suyos parecen tener ventaja contra los droides separatistas, hasta que aparece una enorme nave cilíndrica que causa sismos en la tierra. Esta deja desarmado al final al maestro Jedi.

- Capítulo 13: Windu lucha contra los droides mano a mano y cuando por fin recupera su sable de luz, se dirige a exterminar a la nave que hace sismos.

- Capítulo 14: Por otro lado, en el templo sagrado Jedi en Ilum, la Padawan Barris Offee termina su entrenamiento a través de su maestra Luminara Unduli. Tras eso, el templo es atacado por droides camaleones. Estas defienden el templo pero fallan y este se derrumba sobre ellas.

- Capítulo 15: El maestro Yoda viaja junto con R2-D2, C-3PO y Padmé, en la nave de esta al planeta Ilum a ofrecer ayuda en el templo sagrado jedi. En el camino, Yoda es atacado por Droides Camaleones.

- Capítulo 16: Mientras Padme espera afuera de la nave al maestro Yoda, es atacada por Droides Camaleones. Al no poder verlos, esta diseña una estrategia para vencerlos. Al final, Yoda llega junto Barris Offee y Luminara Unduli, que están sanas y salvas.

- Capítulo 17: Anakin ha terminado de seguir a la nave misteriosa y ha llegado a la jungla del planeta Yavin VI. Este comienza la búsqueda por toda la zona para encontrar la ubicación de la nave pero es interrumpido cuando llega el grupo de clones que envió Obi-Wan. Anakin les ordena a estos ayudarle en su búsqueda, pero misteriosamente, todos son eliminados. Al final, la nave de Anakin estalla sin motivo aparente y lo deja atrapado. Entonces conoce al piloto de la misteriosa nave: ni más ni menos que Assajj Ventress. Entonces, la batalla entre los dos comienza.

- Capítulo 18: La primera parte de la batalla comienza. Assajj lleva a Anakin mientras pelean a los templos de Massassi, donde la pelea está muy empatada.

- Capítulo 19: La batalla entre Assajj y Anakin los dirige hasta lo más alto de los templos de Massassi. Finalmente, Anakin logra, con toda su furia, vencer a Assajj.

- Capítulo 20: Mientras la República gana en Muunilinst, llegan noticias del planeta Hypori. En él, un nuevo y poderoso enemigo, un general cíborg, ha aparecido. Ahí, este general ha acorralado a los maestros Jedi Ki-Adi Mundi, Shaak Ti, K'Khruk, Aayla Secura, Tarr Seirr y Sha'Gi (Una clara referencia en nombre y aspecto físico a Shaggy de Scooby Doo). Tras ser vencidos y estar rodeados por un enorme ejército de droides, los maestros Jedi son finalmente atacados por el general cíborg y todos menos Ki-Adi Mundi, son vencidos de una forma muy fácil y rápida. Finalmente, el cíborg se revela como el poderoso General Grievous, quien salta para acabar con el último maestro Jedi.

### Temporada 3 (2005)
- Capítulo 21: Un grupo de clones llega al planeta Hypori para salvar al maestro Ki-Adi Mundi. Estos logran escapar con tres supervivientes, el mismo maestro Jedi, Shaak Ti y Aayla Secura. Tras escapar del planeta sin lograr vencer a Grievous, en Coruscant, por sus valiosos esfuerzos, Anakin Skywalker es nombrado Caballero Jedi.

Nota: En este capítulo aparece Qui-Gon Jinn en un recuerdo de Anakin.
- Capítulo 22: Liderando la tercera armada, el General Kenobi y el Comandante Skywalker intentan destruir el generador de un escudo que protege a la ciudad de Bomis Korri IV. Mientras sobreviven, logran descifrar cómo hacerlo. Luego, la República se expande y Darth Sidious responde lanzando su último plan de ataque. Finalmente, Obi-Wan y Anakin son enviados a Nilvaan, donde el joven Skywalker usa sus jóvenes técnicas nativas para vencer al gigante Horax.

- Capítulo 23: La ciudad planeta de Coruscant es atacada por las fuerzas masivas separatistas. Entonces el maestro Windu y el maestro Yoda toman acciones para defender la ciudad y la batalla comienza. Saesee Tinn lidera sus tropas en la atmósfera para la batalla en la atmósfera espacial. Finalmente, Obi-Wan manda a Anakin a una misión de prueba de fuego. Luego, cuando los Jedi están a punto de salvar a Palpatine en una acción de seguridad, el General Grievous reaparece para llevarse al Canciller.

- Capítulo 24: Los Jedi Shaak Ti, Roron Corobb y Foul Mudama luchan contra Grievous desespedaramente para defender a Palpatine de las garras de él y sus sirvientes. Mientras, Yoda lucha contra las fuerzas separatistas. Finalmente, en su misión, Anakin encuentra un laboratorio secreto donde se hacen experimentos de mutación con los guerreros del planeta Nelvaan. Aquí, estos son liberados y controlados para exterminar al joven Skywalker.

- Capítulo 25: Anakin logra liberar a los guerreros de Nelvaan. Mientras, Shaak Ti usa un último esfuerzo para luchar contra Grievous, pero es vencida junto con sus compañeros Jedi. El general Grievous logra llevarse al Canciller a su nave y antes de que puedan escapar, el maestro Windu llega e intenta impedirlo, pero falla y como último movimiento, ataca el pecho de Grievous y daña extremadamente el corazón del general, provocándole una tos. Al terminar, Grievous logra secuestrar al Canciller. Finalmente, Obi-Wan y Anakin regresan a Coruscant para descubrir lo sucedido y se preparan para lo que es el inicio del Episodio III.

## Reparto
| Personaje           | Voces originales en inglés | Actor de doblaje México    | Actor de doblaje España |
| ------------------- | -------------------------- | -------------------------- | ----------------------- |
| Anakin Skywalker    | Mat Lucas                  | Irwin Daayán               | Óscar Muñoz             |
| Obi-Wan Kenobi      | James Arnold Taylor        | Mario Filio                | Raúl Llorens            |
| Padmé Amidala       | Grey DeLisle               | Cristina Hernández         | Nuria Trifol            |
| Soldados clones     | André Sogliuzzo            | Miguel Ángel Ghigliazza    | Manuel Osto             |
| Yoda                | Tom Kane                   | Arturo Mercado             | Ricardo Palmerola       |
| Mace Windu          | Terrence C. Carson         | Víctor Hugo Aguilar        | Jordi Royo              |
| Canciller Palpatine | Nick Jameson               | Ismael Castro              | Jordi Dauder            |
| C-3PO               | Anthony Daniels            | Carlos del Campo           | Alberto Mieza           |
| General Grievous    | John DiMaggio (temp 1)     | Mario Sauret (temp 1)      | Jordi Ribes (temp 1)    |
| General Grievous    | Richard McGonagle (temp 2) | Eduardo Giaccardi (temp 2) | Eduard Farelo (temp 2)  |
| Asajj Ventress      | Grey DeLisle               | Jessica Ortiz              | Gemma Ibáñez            |
| Conde Dooku         | Corey Burton               | José Lavat                 | Jaume Comas             |
| Darth Sidious       | Nick Jameson               | Jesús Colin                | Joan Massotkleiner      |
| Ki-Adi-Mundi        | Daran Norris               | Carlos Águila              | Félix Benito            |
| Shaak Ti            | Grey DeLisle               | Laura Ayala                | Lola Oria               |
| Luminara Unduli     | Cree Summer                | Magda Giner                | Nuria Llop              |
| Barriss Offee       | Tatyana Yassukovich        | Liliana Barba              | Isabel Valls            |
| Saesee Tiin         | Terrence C. Carson         | Gerardo Vásquez            | ¿?                      |
| Kit Fisto           | Richard McGonagle          | Ismael Castro              | ¿?                      |
| Oppo Rancisis       | Fred Tatasciore            | César Árias                | ¿?                      |
| Eeth Koth           | James Arnold Taylor        | José Luis Orozco           | ¿?                      |
| Even Piell          | Daran Norris               | ¿?                         | Manuel Osto             |
| Adi Gallia          | Grey DeLisle               | Rosanelda Aguirre          | ¿?                      |
| Qui-Gon Jinn        | Fred Tatasciore            | Salvador Delgado           | Salvador Vidal          |
| Capitán Typho       | André Sogliuzzo            | Ricardo Brust              | ¿?                      |
| San Hill            | Corey Burton               | Armando Réndiz             | Manuel Osto             |
| Oro Dassyne         | Terrence C. Carson         | Gabriel Pingarrón          | ¿?                      |
| Droides de combate  | André Sogliuzzo            | ¿?                         | Jordi Ribes             |
| Insertos            | N/A                        | ¿?                         | Manolo García           |

## Producción
Según los informes, Lucasfilm concibió la serie como una forma de vender más figuras de acción porque las figuras de la trilogía precuela se vendían por debajo del precio. La serie fue producida y dirigida por Genndy Tartakovsky, el creador de El laboratorio de Dexter y Samurai Jack, y emplea un estilo de animación similar al de este último. Según Tartakovsky, la serie fue desarrollada en dos semanas y creada por un pequeño equipo y "fue estresante porque tuve que traducir este mundo que he amado desde que era un niño en algo completamente diferente".
Tartakovsky declaró que animó deliberadamente a C-3PO con ojos expresivos móviles para rendir homenaje a sus apariciones animadas en Star Wars Holiday Special y Droids. Además, el nombre del planeta Nelvaan fue un guiño a Nelvana, la productora que produjo todas las series animadas anteriores de Star Wars. En el "Capítulo 21", aparece un Dulok, una especie introducida en los Ewoks. Según el director de arte Paul Rudish, el planeta del Clan Bancario de Muunilinst fue diseñado para parecerse a un billete de un dólar estadounidense.

### Transmisión
El episodio piloto de la serie fue emitido originalmente por Cartoon Network. Además de la emisión televisiva de la serie, los capítulos fueron estrenados de manera simultánea en los sitios web de Star Wars y Cartoon Network. La serie también contó con una fuerte campaña de publicidad por parte de la cadena, que emitió la serie inmediatamente antes de su popular bloque programático de los viernes por la noche.
La tercera temporada de la serie fue estrenada el 21 de marzo de 2005 en Estados Unidos y el 25 de abril de 2005 en Latinoamérica, con la idea de emitir los cinco episodios de la última temporada por cada día de la semana (lunes a viernes). Según los productores la tercera temporada debía estar lo más pronto posible para que calzara bien con el estreno del Episodio 3 (cuyo estreno era el 19 de mayo de 2005).

### Equipo de producción
- George Lucas: Productor ejecutivo, diseño de personajes, historia.
- Genndy Tartakovsky: Productor ejecutivo, director, historia, diseño de personajes.
- Paul Rudish: Director de arte, historia.
- Scott Wills: Director de arte.
- Bryan Andrews: Historia.
- Mark Andrews: Historia.
- Darrick Bachman: Historia.
- Claudia Katz: Productor ejecutivo.
- Rick McCallum: Productor ejecutivo.
- Brian A. Miller: Productor ejecutivo.
- Jennifer Pelphrey: Productor de supervisión.
- Geraldine Symon: Productor.
- Shareena Carlson: Productor.

## Recepción

### Crítica
La serie obtuvo muy buena reputación y una recepción favorable de la crítica. Según el sitio web y agregador de reseñas llamado Rotten Tomatoes, cuatro críticos sobre cinco dieron una reseña positiva a la temporada 1. En 2009, Clone Wars ocupó el puesto 21 en la lista de las 100 mejores series animadas de IGN.
Se han escrito varios artículos sobre la serie desde su lanzamiento en 2021 en Disney+. ComicBook.com escribe que "vale la pena verla para cualquier fanático de la animación magnífica". Phil Pirrello de SyFy Wire calificó la serie como la mejor producción televisiva de Star Wars jamás producida, y escribió que Tartakovsky "le dio a Star Wars sus imágenes más dinámicas al abordar toda la acción y el conflicto de las Guerras Clon que Lucas dejó fuera de sus precuelas en la gran pantalla". Pirrello continuó: "Lo que Clone Wars carece de una narración intrincada lo compensa con una animación impresionante y escenas de acción conmovedoras. Los mini-episodios son básicos por diseño, ya que Tartakovsky emplea una ejecución de narración visual pura... La franquicia solo ha tomado un riesgo estilístico tan audaz esta vez". Liam Gaughan de Collider llamó a la serie "adelantada a su tiempo" y dice que "utilizó mejor los entornos, planetas y diseños tecnológicos [que] las precuelas", así como "personajes secundarios más adecuados para una breve aventura", concluyendo que es "una sorprendente pieza de animación independiente que no no requiere un conocimiento completo del universo" y "una obra de arte innovadora". Elijah Beahm de The Escapist afirma que la serie "tomó efectivamente todo lo que la gente amaba y odiaba de las películas precuela, y lo hizo funcionar".
En una lista de "Mejores momentos animados de Star Wars", /Film le da crédito a la serie por marcar "la llegada de una nueva era para la narración animada que amplió seriamente el canon de la galaxia muy, muy lejana", alabando específicamente las escenas sin diálogo de Mace Windu luchando contra droides de combate sin un sable de luz (llamándolo "un sueño ver a la leyenda en acción") y la alucinación premonitoria de Anakin del casco de Vader en la pared de una cueva (trazando un paralelo con la visión de Luke en Dagobah en El Imperio contraataca).

### Premios y nominaciones
| Premio | Resultado | Temporada (s) | Año  |
| --- | --------- | ------------- | ---- |
| Premio Saturn por "Mejor presentación de televisión" en la Academia de películas de ciencia ficción, fantasía y terror, EE. UU. | Nominado  | 1 y 2         | 2004 |
| Premio Emmy por "Mejor programa animado (de una hora o más)"                                                                    | Ganador   | 1 y 2         | 2004 |
| Premio Emmy por "Mejor Programa Animado (Una hora o más)"                                                                       | Ganador   | 3             | 2005 |
| Premio Emmy al diseñador clave de fondo Justin Thompson por "Individuo destacado en animación"                                  | Ganador   | 3             | 2005 |
| Premio Annie por "Mejor producción animada de televisión"                                                                       | Ganador   | 3             | 2006 |

## Medios domésticos
El lanzamiento de ambos volúmenes a nivel mundial fue realizado por 20th Century Fox Home Entertainment, la división de entretenimiento hogareño de 20th Century Fox. Todos los episodios lanzados en formato DVD fueron editados de tal manera que en la reproducción se puede ver una película animada completa formada por la unión de los episodios. Sin embargo, los episodios se pueden seleccionar de manera individual por medio de la selección de escenas de ambos volúmenes. Para su versión estadounidense (Zona 1), ambos volúmenes contienen audio Dolby Surround en inglés, español y francés, y subtítulos en inglés. La única diferencia entre ambos volúmenes es que en el volumen 2 se incluye una pista de audio en inglés en Dolby Digital 5.1.
Ambos volúmenes fueron lanzaron en la plataforma de streaming Disney+ el 2 de abril de 2021, en la sección Star Wars Vintage.

### Volumen 1
El volumen 1, que contiene los episodios 1-20, fue lanzado en DVD el día 22 de marzo de 2005 en Estados Unidos. Además de los episodios contiene comentario en audio en todos los episodios, un vídeo con información detrás de las cámaras,  un vídeo mostrando el proceso de unir los nexos de Guerras Clónicas con el episodio tres (que incluye entrevistas a George Lucas, Genndy Tartakovsky y a parte del equipo de producción de la serie animada). Además de esto, el disco incluye un anticipo del volumen dos, un tráiler del episodio tres y una demo jugable de Star Wars: Republic Commando para Xbox.

### Volumen 2
El volumen 2, que contiene los episodios 21-25, fue lanzado en DVD el día 6 de diciembre de 2005 en Estados Unidos. Además de comentario en audio en todos los episodios al igual que en el volumen uno, el disco incluye una galería de arte, un tráiler del episodio tres, tráileres de los juegos Star Wars: Battlefront II y Star Wars: Empire at War, un vídeo mostrando el proceso usado para unir la serie animada con el episodio tres, y el corto de Lego llamado Revenge of the Brick (Que al igual que la serie animada entera fue emitido por Cartoon Network). Incluido en el disco también es posible encontrar una demo con dos niveles jugables de Star Wars: Battlefront II para Xbox.

El volumen dos de Guerras Clónicas fue lanzado mucho después que el episodio tres en DVD. De acuerdo a Van Ling, el responsable de la producción de ambos DVD, el volumen dos tuvo un lanzamiento tardío debido a que el calendario de producción de DVD era extremadamente corto y ocupado; pero de acuerdo al sitio starwars.com ambos DVD fueron producidos al mismo tiempo, pero por razones de fuerza mayor el volumen dos no pudo terminarse a tiempo para lanzarse antes de y/o coincidir con el lanzamiento en DVD del episodio tres. Debido a esto Van Ling en representación del equipo de producción se disculpó por lo ocurrido.

## Legado
Algunos elementos de la serie, incluido el villano regenerativo Durge, se mencionan en la novelización de 2005 de Revenge of the Sith. Según el (ahora desaparecido) Star Wars Databank, Durge tiene una venganza contra los mandalorianos y la extiende a los clones de Jango Fett. Durge también aparece en una edición de 2021 de la serie de cómics canon de Marvel Doctor Aphra, como parte del evento cruzado War of the Bounty Hunters, ambientado entre El Imperio contraataca y Return of the Jedi.
El planeta Nelvaan ha sido mencionado en libros de referencia canónicos. Versiones de la ceremonia de nombramiento de caballeros Jedi al estilo medieval han aparecido en obras canónicas como Star Wars Rebels y Jedi: Fallen Order. Un artículo de Comic Book Resources (CBR) de 2022 opina que ciertos elementos de la serie que no entran en conflicto con obras más recientes "son lo suficientemente buenos como para merecer el estatus de canon", como el duelo entre Anakin y Ventress, la introducción de Grievous y la ceremonia de nombramiento de caballero. La novela de las Guerras Clon de 2022 Brotherhood establece un nuevo origen para Ventress, que un artículo de CBR interpreta como una degradación definitiva de la serie a un estado no canónico, calificando la implicación de "una vergüenza". Sin embargo, Mike Chen, el autor de Brotherhood, declaró que el duelo de Ventress y Skywalker de Clone Wars es "una especie de canon pero con un giro".

### Reinicio en CGI 3D
Una serie animada en CGI 3D llamada Star Wars: The Clone Wars se sitúa en el mismo período. Esta serie fue producida por Lucasfilm Animation, una división de Lucasfilm; y estrenada el 3 de octubre de 2008.

### Videojuego
Lucasarts anunció que está trabajando en una serie de videojuegos basados en la serie animada. Sin embargo, puesto que Lucasarts vendió los derechos a Disney y el hecho de que se cancelaran todos los proyectos sin terminar de Lucasart no es posible que este en desarrollo.

## Curiosidades
- Genndy Tartakovsky reveló tanto en un comentario en audio en starwars.com como también en el DVD del Volumen Uno que la animación de C-3PO en la serie hace homenaje a los animadores y al estilo de animación del estudio de animación Nelvana, que fue responsable de un segmento animado en The Star Wars Holiday Special; y a la serie animada de Star Wars de los años 80, llamadas "Droids" que cuenta las aventuras de 3PO y R2 antes de conocer a Luke Skywalker en Star Wars: Episodio IV - Una nueva esperanza e "Ewoks" que cuenta las aventuras de Wicket y sus amigos antes de conocer a Han Solo, Leia y Luke en Star Wars, Episodio VI: El Retorno del Jedi.
- En ambos volúmenes en DVD, si uno va al menú de opciones y presiona 11, 3, 8 (referencia directa a la película de George Lucas del año 1971, THX 1138) en el control, aparecen los créditos de todas las personas que trabajaron en la producción del DVD.[48][49]
- La serie tiene el honor de ser la única serie estrenada en Internet que recibió un premio Emmy, debido a que fue estrenada simultáneamente en TV e Internet. En Internet, la serie se estrenó en el sitio de Star Wars para los usuarios suscritos a una sección del sitio llamada Hyperspace; y al día siguiente la serie se estrenó en el sitio de Cartoon Network, y en el sitio de Star Wars al público en general.
- La serie posee referencias a otras series de ciencia ficción debido a que en una escena donde se muestra a la gente de Coruscant hay oculto un Cylon de Battlestar Galáctica. En la misma escena hay oculto un "lanudo" que aparece en Samurai Jack, otra serie animada creada por Tartakovsky.
- La apariencia de Durge fue diseñada por el departamento artístico Skywalker Ranch, el mismo estudio que se encargó de desarrollar los conceptos que aparecen en las películas.
- El cinturón de Kit Fisto posee una forma de dos peces unidos de manera similar al símbolo de Tao, el símbolo de la filosofía china.
- El planeta Nelvaan es referencia directa a la compañía Nelvana.
- En el mismo planeta Anakin tiene una visión donde se pueden ver dibujos formando la máscara de Darth Vader y se escuchan los gritos de Padme Amidala (Señalando el final del Episodio III).
- "Sha'Gi", El Jedi que lucha al lado de Ki-Adi Mondi y es aplastado por Grievous es literalmente Shaggy de la serie Scooby Doo. Esto se debe a que tiene el mismo aspecto (Barba corta y pelo largo naranja), un nombre que él mismo se puso para parecer Jedi (Sha'Gi) y tiene el pensamiento de que si Grievous no está, tiene miedo de que los derrote, y si se aproxima, se lanza a matarlo (Homenaje a que si hay algo aterrador, se porta como un gallina y a su constante estupidez).
- En la tercera temporada se puede ver una secuencia en la que aparecen Qui-Gon Jinn y Anakin en Dagobah, el planeta donde vive Yoda en Star Wars: Episodio V - El Imperio contraataca y Star Wars: Episode VI - Return of the Jedi, de hecho, cuando Anakin entra en la cueva donde entra Luke y se enfrenta a una versión de Darth Vader creada por los temores del mismo, podemos ver a Yoda.
- Los sucesos del personaje del cazarrecompensas Durge son parecidos a los de Jango Fett, Fue contratado por Dooku para acabar a los Jedi, se enfrentó a uno de ellos (Obi-Wan en este caso, ya que Fett se enfrentó a Mace Windu) y posteriormente derrotado y asesinado por él mismo.